# Stadtmuseum Pforzheim

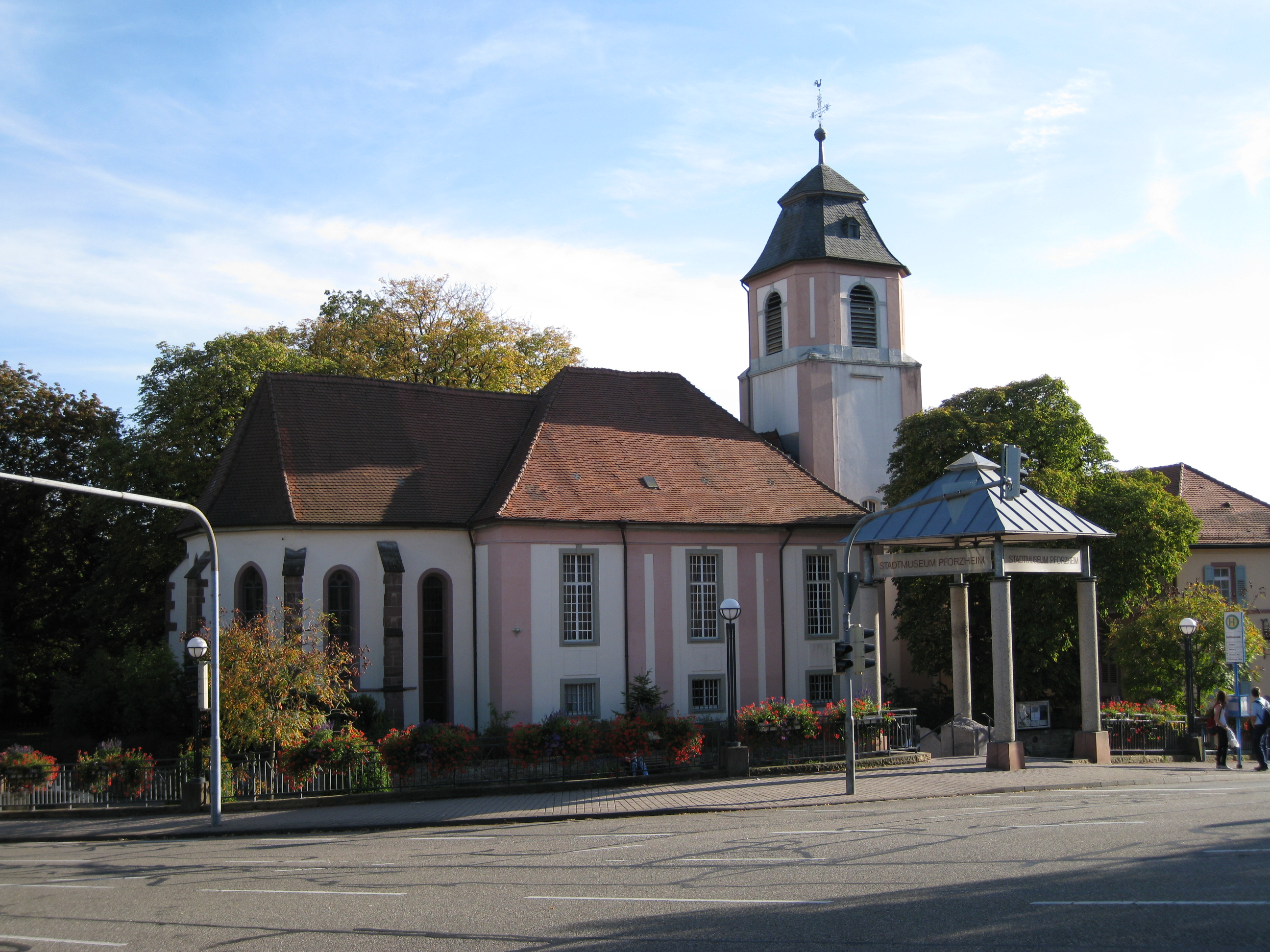
Das Stadtmuseum Pforzheim in der profanierten Kirche St. Martin

Das Stadtmuseum Pforzheim in Pforzheim in Baden-Württemberg befindet sich seit 1974 in der profanierten Pfarrkirche St. Martin und im Alten Schulhaus. Die Adresse lautet: Westliche Karl-Friedrich-Straße 241/243.

## Geschichte
Auf Initiative von Alfons Kern wurde 1897 die städtische Altertumssammlung begründet. Im Jahr 1924 eröffnete das Reuchlinmuseum  auf dem Schlossberg, das am 23. Februar 1945 durch einen Bombenangriff zerstört wurde.
Das Heimatmuseum im Archivbau auf dem Schlossberg 18 wurde 1952  wieder eröffnet. 1961 zog das Museum ins Reuchlinhaus, Jahnstraße 42, um.
Im Jahr 1974 fand das Museum seinen Platz in der ehemaligen Kirche St. Martin und dem benachbarten ehemaligen Schulhaus im Stadtteil Brötzingen.
Seit 1995 heißt es Stadtmuseum Pforzheim.

## Dauerausstellung
Die Dauerausstellung gliedert sich in drei Bereiche:
- Von Flößern und Goldschmieden
- Von der Fürstenhochzeit
- Und der Zerstörung 1945

Neben der Dauerausstellung werden regelmäßig Sonderausstellungen angeboten. Im Jahr 2018 mit dem Titel Pforzheim und seine Partnerstädte.